# Красногірка (Полтавський район)
Красногі́рка — село в Україні, у Михайлівській сільській громаді Полтавського району Полтавської області. Населення становить 258 осіб.

## Географія
Село Красногірка знаходиться на берегах річки Мокра Лип'янка, вище за течією примикає село Андріївка, нижче за течією примикає село Михайлівка. На річці кілька загат.

## Історія
Після ліквідації Машівського району 19 липня 2020 року село увійшло до Полтавського району.
22 червня 2023 року рішенням Національної комісії зі стандартів державної мови віднесено до списку населених пунктів, які «можуть не відповідати лексичним нормам української мови», зокрема стосуватися «російської імперської чи колоніальної політики». Громаді рекомендовано обґрунтувати доцільність збереження поточної назви або запропонувати нову назву в установленому законодавством порядку.

## Населення

### Мова
Розподіл населення за рідною мовою за даними перепису 2001 року:
| Мова       | Кількість | Відсоток |
| ---------- | --------- | -------- |
| українська | 244       | 94.57%   |
| російська  | 14        | 5.43%    |
| Усього     | 258       | 100%     |

## Економіка
- Молочно-товарна ферма.

## Відомі люди

### Народились
- Будяк Юрій Якович — письменник, журналіст, громадський діяч; також педагог на Полтавщині.
- Танцюра Яків (1890 - 1967) - активний діяч української діаспори в США. У 1930 році закінчив Українську господарську академію в Подєбрадиах з титулом інженера.